# 名城大学短期大学部
名城大学短期大学部（めいじょうだいがくたんきだいがくぶ、英語: Junior College Division, Meijo University）は、愛知県名古屋市天白区塩釜口1-501に本部を置いていた日本の私立大学である。1950年に設置され、2005年に廃止された。大学の略称は名城短大。

## 概要

### 大学全体
- 愛知県名古屋市天白区に所在した日本の私立短期大学で、設置主体は学校法人名城大学[1]。
- 国内で最初に認可された短期大学149校[注 2]の1校として、1950年に昼間部、夜間部各1学科体制で開学した[2]。
- 1954年度より学科増設により、昼間部3学科、夜間部1学科体制をとるも、最終的には商経科（情報国際科）のみとなる。
- 2002年度の入学生を最後に[注釈 2]、短期大学としての使命を終える[3]。

### 建学の精神（校訓・理念・学是）
- 名城大学を参照。

### 教育および研究
- 設置当初は、商経科として商学・経営学・会計学・経済学といったまさに商業経済系の科目を中心とした専門教育が行われていた。2000年度からは情報や国際に関する科目を中心とした教育に重点を置くようになった。

### 学風および特色
- 大学に併設された短期大学であり、校舎など独自の施設を持っておらず、名城大学の学長が短期大学部の学長を兼ねていた。教育体制も長らく、独自の講義等科目がなく、名城大学の教員が開講する大学学部の講義に短期大学部生が出席するという体制が続いた。したがって法商学部・商学部の教員には、短期大学部教員の併任辞令が交付されていた。かつては独自の教授会がなく、1980年以前は全学的組織である短大委員会、1980年から1985年の間は商学部教授会の下部組織である商経科会議が意思決定機構として機能していた。

## 沿革
- 1949年
  - 10月 文部省[注釈 3]に短期大学[注 3]の設置認可に関する申請を行う[注 4]。なお、学科・専攻は以下の通りとなっている[注 5]。
    - 商経科 
      - 第一部 入学定員30名
      - 第二部 入学定員30名

    - 法政科
      - 第一部 入学定員30名
      - 第二部 入学定員30名

    - 機械科
      - 第一部 入学定員30名
      - 第二部 入学定員30名

    - 電気科 
      - 第一部 入学定員30名
      - 第二部 入学定員30名

    - 農科 入学定員30名
- 1950年
  - 3月14日 左記を以て短期大学の設置が文部省[注釈 3]より認可される[9]。
  - 4月1日 左記を以て名城大学短期大学部が以下の学科体制にて開学する[注 6]。
    - 商経科 
      - 第一部 入学定員30名→80名
      - 第二部 入学定員30名→80名

    - 法政科
      - 第一部 入学定員30名
      - 第二部 入学定員30名

    - 機械科
      - 第一部 入学定員30名
      - 第二部 入学定員30名

    - 電気科
      - 第一部 入学定員30名
      - 第二部 入学定員30名

    - 農科 入学定員30名
- 1951年
  - 3月5日 学校法人が成立する[12]。
- 1954年
  - 2月15日 以下の学科の増設を計画する[13]。
    - 法政科第二部
    - 機械科
      - 第一部
      - 第二部

    - 電気科
      - 第一部
      - 第二部

    - 建設科
      - 第一部
      - 第二部

  - 4月1日 増設する学科を以下の通りに変更される[14]。
    - 法政科第2部
    - 機械科
      - 第一部→機械科 入学定員40名
      - 第二部

    - 電気科
      - 第一部→電気科 入学定員40名
      - 第二部

    - 建設科
      - 第一部
      - 第二部

  - 5月1日 学生数[15]/定員
    - 商経科
      - 第一部 188[注 7]/160
      - 第二部 326[注 8]/160

    - 機械科 59[注釈 4]/40
    - 電気科 39[注釈 4]/40
- 1958年
  - 5月1日 学生数[16]/定員
    - 商経科
      - 第一部 38[注 9]/160
      - 第二部 133[注 10]/160

    - 機械科 0/40
    - 電気科 0/40
- 1969年
  - 3月31日  左記をもって以下の学科を正式に廃止とする[17]。
- 1973年
  - 5月1日 学生数[18]/定員
    - 商経科
      - 第一部 158[注 11]/160
      - 第二部 71[注 12]/160
- 1974年
  - 4月1日 商経科第二部の学生募集を最終とする[注 13]。
- 1975年
  - 5月1日 学生数[21]/定員
    - 商経科
      - 第一部 211[注 14]/160
      - 第二部 35[注 15]/80

  - 12月25日 左記をもって商経科第二部を正式に廃止とする[22]。
- 1986年
  - 4月1日 商経科の入学定員を80→120に増員[注 16]
  - 5月1日 学生数[27]/定員
    - 商経科 278[注釈 5]/200
- 1991年
  - 4月1日 商経科の入学定員を120[28]→150[注釈 6]に増員[注 17]。
  - 5月1日 学生数[32]/定員
    - 商経科 321[注釈 7]/270
- 1992年
  - 4月1日 商経科の入学定員を150[注釈 6]→180[33]に増員[34]。
  - 5月1日 学生数[注 18]/定員
    - 商経科 404[注釈 7]/330
- 1993年
  - 5月1日 学生数[37]/定員
    - 商経科 447[注釈 5]/360
- 1999年
  - 5月1日 学生数[38]/定員
    - 商経科 460[注 19]/360
- 2000年
  - 4月1日 この年度の入学生より商経科を以下の学科に改組[注 20]。
    - 情報国際科 入学定員180名
- 2002年
  - 4月1日 この年度をもって学生募集を終了[注釈 2]。
  - 10月28日 左記をもって旧来の商経科を正式に廃止とする[1]。
- 2005年
  - 7月29日 左記をもって文部科学省より正式に廃止の認可が下りる[3]。

## 基礎データ

### 所在地
- 愛知県名古屋市天白区塩釜口1-501[注釈 1]

### 象徴
- 名城大学短期大学部のカレッジマークは右記資料にあり[41]。

## 教育および研究

### 組織

#### 学科
- 情報国際科 入学定員180名[注 21]

##### 学科の変遷
- 商経科
  - 第一部→情報国際科
  - 第二部 入学定員80名[注 22]
- 機械科 [注釈 8]
- 電気科[注釈 8]

#### 専攻科
- なし

#### 別科
- なし

#### 取得資格について
- 中学校教諭二種免許状
  - 社会：情報国際科[47][注 23]
  - 職業：旧・商経科（第一部・第二部）、機械科、電気科[48]
  - 理科：機械科、電気科[48]
- 当初は高等学校教諭免許状も設けられていた[48]
  - 社会・商業：旧・商経科（第一部・第二部）[48]
  - 理科・工業：機械科、電気科[48]

### 研究
- 森田信二/編, 名城大学短期大学部『1930年代のニューディール期の通信規制とAT&Tの企業システムに関する研究』[49]

## 学生生活

### 部活動・クラブ活動・サークル活動
- 名城大学短期大学部で活動していたクラブ活動：法学部や商学部との合同で活動していた。英語会話・演劇・会計学・海外旅行・管弦楽団・ギターマンドリン・郷土研究・グリー・芸術研究・現代文化・児童文化・シネマ・社会情勢研究・写真・証券研究・心理学研究・マーケティング研究・世界民族音楽研究・美術・文学研究・マスメディア・漫画アニメ・SF研究・ユースホステル・落語研究などがあった。

## 大学関係者と組織

### 大学関係者組織
- 名城大学の同窓会：名城大学校友会
- 名城大学の学部ごとの同窓会:名城大学経友同窓会
  - 経営学部・経済学部・商学部・短期大学部の卒業生は経友同窓会に入会することができる。

### 大学関係者一覧

#### 大学関係者
- 名城大学と名城大学短期大学部は同一法人による運営であり、短期大学部独自の施設は持っていなかったが、教育行政上の「施設」としては大学と別個のものである。学則上は設立から廃止に至るまで、名城大学の学長は短期大学部の学長を兼ねていたが、実質上の短期大学部長は別人であり、当初は法商学部長・商学部長が兼務（一部期間を除く）、のちに短期大学部教授会からの選出となった（後述）。
- かつての商学部長・原口清は短期大学部の充実と独自性を主張し、短期大学部二部の廃止と一部の充実に奔走した。1980年以降、短期大学部の専任教員が採用されるようになり、教授会は商学部と短期大学部の合同教授会として開催されるようになった。1985年になって、短期大学部独自の教授会が開催されるに至った。

歴代学長
- 田中壽一
- 大串兎代夫
- 小沢久之丞
- 丸勢進

歴代短期大学部長
- 田中壽一
- 大串兎代夫
- 原口清
- 守田志郎
- 白川清
- 大橋勇
- 谷江武士

## 施設

### キャンパス
- 短大独自のキャンパスは持っていなかった。なお、キャンパスの詳細は名城大学を参照。

### 寮
- 男子学生を対象とした学生寮があったらしい（但し、男子学生は極めて少なかった）。

## 対外関係

### 系列校
- 名城大学
- 名城大学附属高等学校

## 卒業後の進路について

### 編入学･進学実績
- 主として名城大学へ編入学した人が多い。